# Vuurtoren van Sambro Island
De vuurtoren van Sambro Island (Engels: Sambro Island Lighthouse) is een vuurtoren in de Canadese provincie Nova Scotia. Hij bevindt zich op Sambro Island, een klein en rotsachtig eiland nabij de westelijke toegang tot de natuurlijke haven van de stad Halifax.

## Geschiedenis
De bouw van de vuurtoren werd besloten op 2 oktober 1758 tijdens de eerste zitting ooit van de Huis van Afgevaardigden van Nova Scotia. In 1759 werd hij effectief gebouwd, wat van de vuurtoren van Sambro Island de oudste nog bestaande vuurtoren van Noord-Amerika maakt. De bouw van de vuurtoren is erkend als een "National Historic Event" van Canada.